# Coupe Memorial 1941
Navigation
Édition précédente Édition suivante
La finale de l'édition 1941 de la Coupe Memorial est présentée au Forum de Montréal, au Québec ainsi qu'au Maple Leaf Gardens de Toronto en Ontario. Le tournoi se déroule sur une série de cinq rencontres entre le vainqueur du trophée George T. Richardson, remis au champion l'est du Canada et le vainqueur de la Coupe Abbott remis au champion de l'ouest du pays.

## Équipes participantes
- Les Royaux de Montréal de la Ligue de hockey junior du Québec, en tant que vainqueurs du trophée George T. Richardson.
- Les Rangers de Winnipeg de la Ligue de hockey junior du Manitoba en tant que vainqueurs de la Coupe Abbott.

### Résultats
| Match | Vainqueur           | Résultat | Perdant             | Lieu                         |
| ----- | ------------------- | -------- | ------------------- | ---------------------------- |
| 1     | Rangers de Winnipeg | 4-2      | Royaux de Montréal  | Maple Leaf Gardens (Toronto) |
| 2     | Royaux de Montréal  | 5-3      | Rangers de Winnipeg | Forum de Montréal (Montréal) |
| 3     | Rangers de Winnipeg | 6-4      | Royaux de Montréal  | Maple Leaf Gardens           |
| 4     | Royaux de Montréal  | 4-3      | Rangers de Winnipeg | Forum de Montréal            |
| 5     | Rangers de Winnipeg | 7-4      | Royaux de Montréal  | Maple Leaf Gardens           |

## Effectifs
Voici la liste des joueurs des Rangers de Winnipeg, équipe championne du tournoi 1941 :
- Entraîneur : Baldy Northcott
- Joueurs : Doug Baldwin, Bob Ballance, Bernie Bathgate, Tom Bredin, Sam Fabro, Earl Fast, Glen Harmon, Alan Hay, Bill Heindl, Les Hickey, Babe Hobday, Hubert Macey, Lou Medynski, Hugh Millar, Bill Mortimer, Mike Peters, Bill Robinson et Hal Thompson.